# IFCC-IUPAC
IFCC-IUPAC Klassifikationen er en tilpasning til dansk brug af et internationalt kodesystem for laboratorieundersøgelser.
Klassifikationen bruges primært af landets klinisk biokemiske afdelinger til kommunikation med omverdenen.